# Motilité
Pour les articles homonymes, voir Motilité (homonymie).

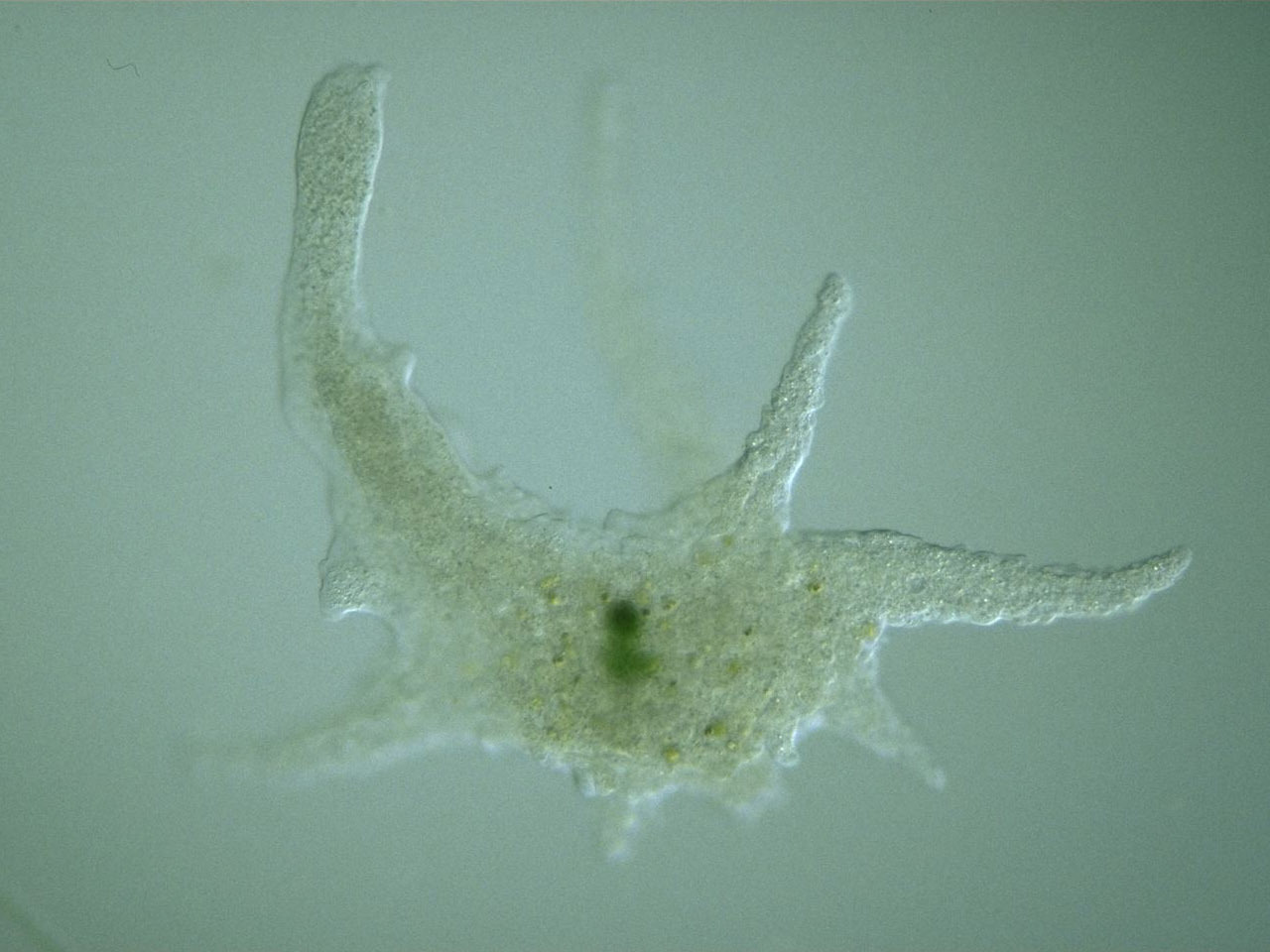
Pseudopode de l'amibe Chaos carolinense.

En biologie, la motilité est la capacité qu'ont des organismes ou des parties d'organismes de se déformer, de se déplacer ou de déplacer le milieu environnant, spontanément ou en réponse à des stimuli. Le contraire de la motilité est la sessilité.
La plupart des animaux sont motiles, mais le terme s'applique particulièrement aux cellules et aux organismes multicellulaires simples, ainsi qu'à certains mécanismes de débit des fluides dans les organes multicellulaires (ou des aliments dans le tractus digestif, le péristaltisme), en plus de la locomotion animale. Les animaux marins motiles sont communément appelés nectons.
Les mouvements végétaux sont également courants mais il s'agit en général de tropismes lents. Il existe néanmoins des mouvements végétaux rapides, réalisés en des temps de l'ordre de la seconde voire beaucoup moins (jusqu'à 25 µs).

## Motilité cellulaire
Les mouvements cellulaires sont obtenus par un cytosquelette, dans les cellules eucaryotes par des microfilaments ou filaments d'actine, une protéine contractile associée à la myosine. Ces microfilaments sont la base structurelle des microvillosités, par exemple, dans l'épithélium de l'intestin. 
Les microtubules, un autre élément du cytosquelette, sont composés de tubuline alpha et de tubuline beta, des protéines globulaires. Les microtubules forment des structures comme les cils et les flagelles : les cils de l'épithélium de la trachée et des bronches, par exemple, et les flagelles formant la queue des spermatozoïdes. 
Des microtubules forment également le fuseau mitotique impliqué dans la séparation des chromosomes lors de la méiose et de la mitose. 
Les filaments intermédiaires, dernière composante du cytosquelette, confèrent une résistance. Par exemple, on les trouve en abondance dans les cellules formant les couches de l'épiderme, sous la membrane nucléaire, où il est appelé lamina nucléaire. Ils sont de différents types et sont associés à des protéines différentes, selon leur localisation.
Il est possible de distinguer deux sortes de mouvements cellulaires :
- déplacement de la cellule entière. Il a lieu chez les organismes unicellulaires tels les Amoebozoaires, phagocytes, etc.
  - mouvement amiboïde : caractéristique de l'amibe et des globules blancs. Il est créé par la formation de pseudopodes qui s'étendent et se rétractent, de manière que le cytoplasme passe d'un état fluide à un gel semi-solide, avec l'implication de certaines fibres du cytosquelette qui s'empattent et se désempattent ;
  - mouvement vibratoire : caractéristique des protozoaires ciliés et des flagellés ainsi que des spermatozoides. Cils et flagelles possèdent un faisceau de microtubules appelé axonème, entouré par une membrane ;
  - migration cellulaire (en) par lamellipode et filopode ;
- mouvement d'une des parties de la cellule. Il est typique des organismes unicellulaires fixes et des cellules des organismes multicellulaires. Correspond aux mouvements intracellulaires et aux propriétés contractiles.
  - mouvements intracellulaires : ils produisent un déplacement des particules et des granules à l'intérieur de la cellule. Par exemple, Spirogyra, les poils de l'ortie et certains protozoaires ;
  - mouvements contractiles : bien que la plupart des cellules ont la capacité de se contracter, certaines le font plus spécifiquement, comme les cellules musculaires différenciées qui ont des myofibrilles dans le cytoplasme, celles-ci étant constituées de protéines d'actine et de myosine. En outre, certains organismes unicellulaires tels que les ciliés Vorticella et Stentor, présentent des organites dans leur pédoncule, impliqués dans leur raccourcissement ;
  - mouvements pulsatiles : certains protozoaires ont des vacuoles qui se contractent et se dilatent de façon rythmique pour projeter du liquide hors de l'organisme.

### Systèmes de motilité

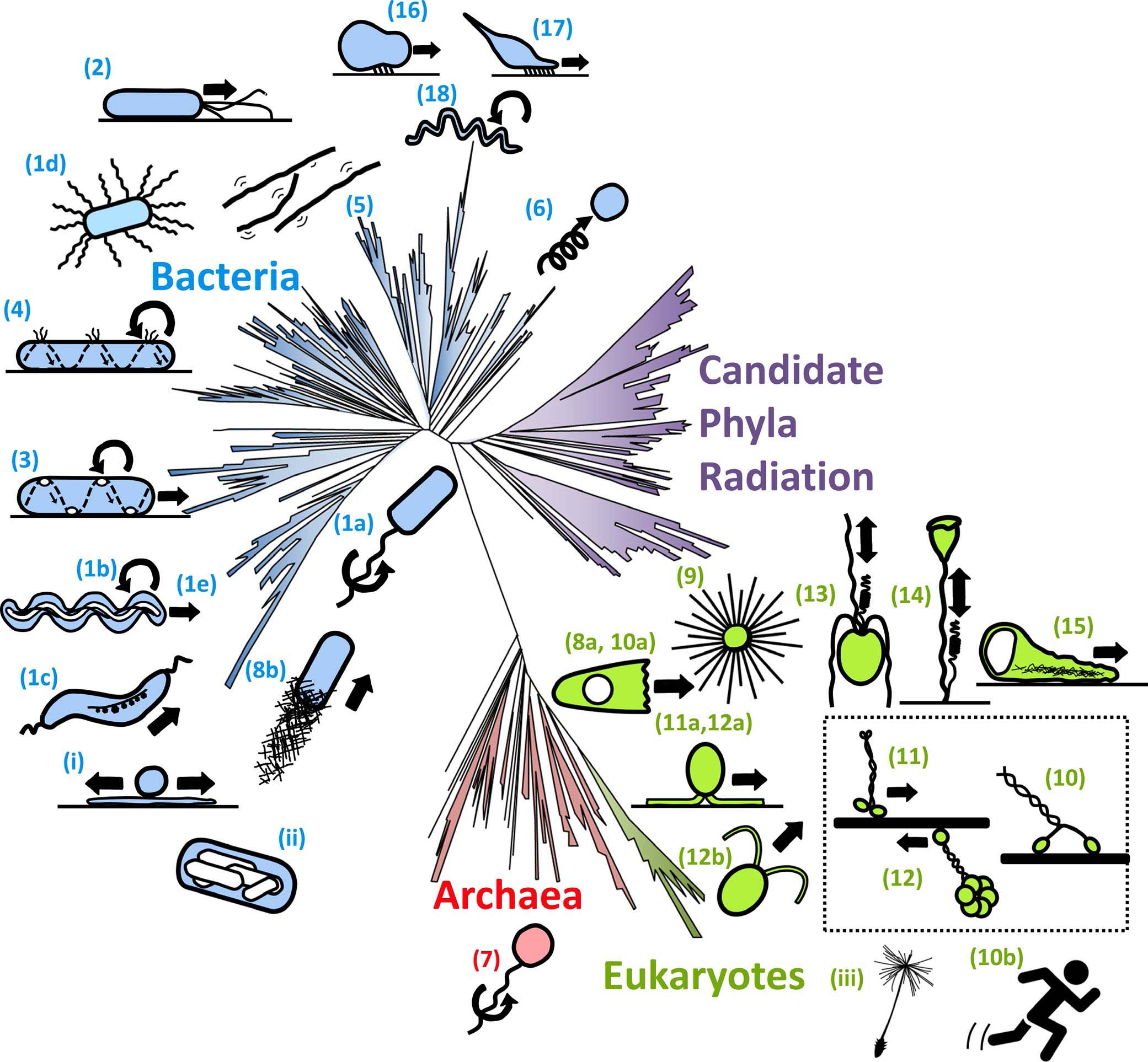
Les 18 systèmes de motilité de l'arbre du vivant. Les schémas de ces systèmes sont affectés aux positions relatives dans l'arbre de la vie : (1a) nage flagellaire bactérienne, (1b) nage flagellaire des spirochètes, (1c) nage flagellaire d'une bactérie magnétotactique, (1d) essaimage flagellaire bactérien, (1e) motilité rampante de Leptospira, (2) motilité des pili bactériens, (3) motilité de Myxococcus xanthus aventureux (A), (4) glissement de Bacteroidetes, (5) motilité de surface de Chloroflexus aggregans, (6) nage non flagellaire de Synechococcus, (7) nage d'un archaelle, (8a) motilité des amibes basée sur la polymérisation de l'actine, (9) motilité des héliozoaires basée sur la dépolymérisation des microtubules, (10) glissement de la myosine, (11) glissement de la kinésine, (12) glissement de la dynéine, (10a) motilité de l'amibe entraînée par la contraction corticale actine-myosine. (10b) contraction musculaire animale, (11a, 12a) motilité de surface flagellaire (FSM), (12b) nage flagellaire, (13) contraction haptonémique, (14) contraction spasmonémique, (15) motilité amiboïde du sperme de nématode, (8b) motilité d'une queue de comète bactérienne basée sur l'actine, (16) glissement mobile de Mycoplasma, (17) glissement de Mycoplasma pneumoniae, (18) nage de Spiroplasma, (i) glissement bactérien, (ii) vésicule de gaz, (iii) graine de pissenlit. Les trois protéines motrices conventionnelles eucaryotes sont indiquées dans la boîte en pointillés.

On distingue classiquement cinq systèmes de motilité, selon qu'elle est due à des flagelles bactériens, à la polymérisation de l'actine eucaryote ou aux protéines motrices eucaryotes (myosine, kinésine et dynéine). L'analyse des génomes permet aujourd'hui de classer les motilités en fonction de l'architecture protéique productrice du mouvement. Sur la base de ce critère, le nombre des systèmes de motilité indépendants s'élève à 18 en 2022, mais il est sans doute appelé à augmenter en raison de l'existence de nombreuses lignées de patescibactéries (en) (qu'on ne sait pas encore cultiver).

### Exemples de motilité unicellulaire
- Les spermatozoïdes sont des cellules reproductrices auto-propulsées par le battement ondulatoire et régulier de leur flagelle.
- La bactérie Escherichia coli nage en tournant un flagelle procaryotique hélicoïdal.
- Les bactéries hélicoïdales telles que les spirochètes responsable de la maladie de Lyme se déplacent mal dans l'eau ou la lymphe, mais elles avancent plus rapidement que les globules blanc dans les fluides visqueux .
- Les tréponèmes, également hélicoïdaux, semblent facilement se déplacer dans les mucus et dans une partie des organes qu'ils infectent. L'étude par tomographie microscopique (cryotomographie électronique) d'un tréponème simple : Treponema primitia (en) a récemment (2006) permis de mieux comprendre l'assemblage[2] et l'organisation du moteur flagellaire interne de cette bactérie[3]). Ce moteur est une bionanomachine constituée d'environ 25 protéines utilisant un gradient électrochimique d'ions capables d'induire la rotation d'un rotor (vitesses atteignant jusqu'à 300 Hz). Une partie fixe joue le rôle de stator (incorporé dans la membrane), produisant un couple qui anime un rotor capable de mouvement (bidirectionnel) obéissant à des signaux chimiotactiques. Le stator est relié au rotor par une structure protéique annulaire[4].

Des exemples de non-motilité sont Yersinia pestis à 37 °C, Klebsiella pneumoniae et les shigelles.

## Stimuli des mouvements
Les mouvements peuvent être induits par des facteurs chimiques et physiques dans le microenvironnement :
- gradient chimique (chimiotaxie) ;
- gradient de température (thermotaxie) ;
- gradient de lumière (phototaxie) ;
- ligne de champ magnétique (magnétotaxie) ;
- champ électrique (galvanotaxie) ;
- direction de la force gravitationnelle (gravitaxie) ;
- gradient de rigidité (durotaxie) ;
- gradient de sites d'adhésion cellulaire (haptotaxie) ;
- autres cellules ou biopolymères.